# Rittersdorf (Renania-Palatinato)
Rittersdorf è un comune di 1.444 abitanti della Renania-Palatinato, in Germania.
Appartiene al circondario (Landkreis) dell'Eifelkreis Bitburg-Prüm (targa BIT) ed è parte della comunità amministrativa (Verbandsgemeinde) di Bitburger Land.